# انعدام الغدد الثديية
انعدام كامل للثدي (بالإنجليزية: Amazia)‏ يُشير إلى الحالة التي تكون فيها واحدة أو كل الغدد الثديية غائبة (الحلمة بينما تكون الهالة موجودة إلى حد ما). عمومًا فقد يحدث هذا نتيجة عيب خلقي أو مشكلة علاجية المنشأ (عادة تكون نتيجة الاستئصال الجراحي أو العلاج الإشعاعي)، وبشكل عام فانعدام الغدد الثديية في الثدي يُمكن علاجه من خلال عملية زرع الثدي.
يختلف انعدام الغدد الثديية عن انعدام الثدي الذي يُشير إلى غياب كامل لأنسجة الثدي برفقة كل من الحلمة والهالة، وعلى الرغم من أن الأعراض تكون في كثير من الأحيان متطابقة؛ إلا أنه من الخطأ الاعتقاد أن المفهومين يُشيران لنفس المعنى؛ فشروط وعلاج انعدام الغدد الثديية مختلفة تمامًا عن طريقة علاج انعدام الثدي.